# Rasteira

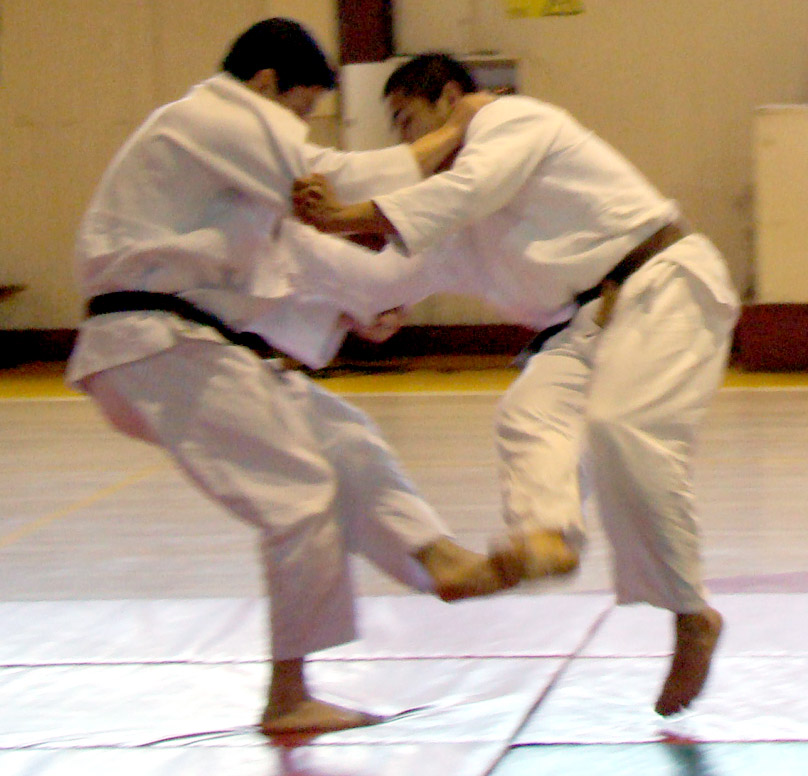
A técnica da rasteira de varredura usa a perna para "varrer" um oponente, sendo um elemento importante de muitos arremessos de artes marciais, como esta rasteira de varredura no judô.

Rasteira, também conhecida como calço, cambadela, cambapé, pernada, sancadilha e traspés, é um golpe em que se mete um pé, perna, mão ou braço por entre as pernas de outrem para o derrubar. É utilizada em diversas artes marciais e é um elemento de combate corpo a corpo.

## Técnicas
Subdivide-se em três técnicas:
- Rasteira de raspagem: feita em pé, com o objetivo de arremessar ou levar o oponente à queda, utilizando principalmente um pé ou a perna metendo-a entre as pernas do oponente;
- Rasteira de varredura: feita no solo, as varreduras são técnicas para reverter uma posição de luta a partir de uma posição de guarda. Muito utilizada na capoeira, é um golpe simples que consiste em apoiar as mãos no chão e rodar a perna, num ângulo de 180º, até que se encaixe por trás do pé do adversário e então o arrasta pra si com o objetivo de derrubar o adversário;[3]
- Rasteira de mão: puxa-se a perna de apoio do adversário, quando este está aplicando um golpe, usando as mãos.